# فتح المدائن
 فتح المدائن  (طيسفون)، في شهر صفر سنة 16 للهجرة.
«المدائن» هي عاصمة ملك فارس وكانت مسكن الملوك من الأكاسرة الساسانية وغيرهم، وسماها العرب المدائن لأنها سبع مدائن واسمها عند الفرنج (اكتيزيفون)، بينها وبين بغداد 25 ميلاً. وبها طاق كسرى أو إيوان كسرى وهو قصر من قصور كِسرى أنوشروان الذي تهدم وبقيت آثاره في مدينة المدائن. 
قدم «سعيد زهرة» إلى بهرسير فصالحه «شيرزاد» دهقان ساباط على تأدية الجزية، وهزم زهرة كتيبة بنت كسرى التي تدعى «بوران» ثم زحف سعد على بهر سيز فرأى المسلمون الإيوان (وهي تجاه الإيوان)، فقال ضرار بن الخطاب بن مرداس «الله أكبر. أبيض كسرى. هذا وعد الله ورسوله »، وكبر وكبر الناس معه فكانوا كلما وصلت طائفة كبروا ثم نزل على المدينة.
وفي صفر دخل المسلمون «بهر سير» وكان سعد محاصراً لها، وأرسل الخيول فأغارت على من ليس له عهد فأصابوا 100,000 فلاح فأصاب كل واحد منهم فلاحاً فأرسل سعد إلى عمر يستأذن فأجابه (أنّ من جاء كم من الفلاحين ممن لم يعينوا عليكم فهو أمانة، ومن هرب فأدركتموه فشأنكم به) فخلى سعد عنهم وأرسل إلى الدهاقين ودعاهم إلى الإسلام أو الجزية ولهم الذمة فتراجعوا ولم يدخل ذلك ما كان لآل كسرى فلم يبق غربي دجلة إلى أرض العرب سواري الا آمن واغتبط بملك الإسلام وأقاموا على بهر سير، شهرين يرمونهم بالمجانيق ويدبون اليهم بالدبابات ونصبوا على المدينة 20 منجنيقاً فشغلوهم بها واشتد الحصار بأهل المدائن الغربية حتى أكلوا السنانير والكلاب وصبروا من شدة الحصار على أمر عظيم ثم قطعوا دجلة إلى المدائن الشرقية ودخلوا المدينة فأنزلهم سعد المنازل، أقام سعد ببهر سير أياماً من صفر فأتاه علج فدله على مخاضة تخاض إلى صلب الفرس فأبى وتردد عن ذلك وقحمهم المد وكانت السنة كثيرة المدود ودجلة تقذف بالزبد فاتاه علج آخر وقال له ما يقيمك لا يأتي عليك ثلاثة حتى يذهب يزدجرد بكل شيء في المدائن.

## عزم سعد على العبور
عزم سعد بن أبي وقاص على قطع البحر وخطب في الجيش وندب الناس إلى العبور، وجعل عاصماً على الفراض ليمنعها وأذن في الاقتحام وقال: «قولوا نستعين بالله ونتوكل عليه، حسبنا الله ونعم الوكيل، والله لينصرن الله وليه وليظهرن دينه وليهزمن عدوه ولا قوة إلا بالله العليّ العظيم»، وتلاحق الناس في دجلة وكان الذي يساير سعداً سلمان الفارسي فعامت به خيولهم وخرج الناس سالمين وخيولهم تنفض آترافها وسموا يوم عبورهم الدجلة (يوم الجراثيم) لأنه لم يكن أحد يعبر إلا ظهرت له جرثومه يسير معها وهي من القش المربوطة حزماً.
فلما لم يقدر الفرس على منع المسلمين من العبور هربوا إلى حلوان، فدخلها المسلمون ولم يجدوا بها أحداً وقد أخرج «يزدجرد» عياله إلى «حلوان» فلحق بعياله ونزل سعد «القصر الأبيض» فاتخذ الإيوان مصلى وسرح في آثار القوم زهرة في المقدمات.

## ايوان كسرى
زعموا أنه تعاون على بناء ايوان كسرى الذي بالمدائن عدة ملوك وهو من أعظم الأبنية.
ولما أراد كسرى بناء إيوانه أمر بشراء ماحوله من مساكن الناس وأرغبهم بالثمن الوافر وادخاله في «الإيوان» وقيل إنّه كان في جواره عجوز لها دويرة صغيرة فأرادوها على بيعها فأمتنعت وقالت ماكنت لأبيع «جوار الملك بالدنيا جميعها»، فاستحسن هذا الكلام منها وأمر ببناء الإ يوان وترك دارها في موضعها منه واحكام عمارتها.
وقد كان في الإيوان «صورة كسرى أنوشيروان وقيصر ملك الروم وهو يحاصرها ويحارب أهلها».
و  إيوان كسري كان مقر الملك في فارس يدعى «القصر الأبيض» وفي وسطه «إيوان كسرى» قاعة ُ عرش كسرى. وعلى جدرانها رسمت معركة أنطاكية التي دارت بين الفرس والروم.
 قال ابن الحاجب يذكر الإيوان 
صلى سعد صلاة الفتح ثمانى ركعات لايفصل بينها وكان في الإيوان تماثيل وصور فتركها على حالها وتحول من الإيوان بعد تلاثة أيام إلى القصر الأبيض.
ــــــــــــــــــــــــــــــــــــــــــــــــــــــــ
- 1. من نواحي سواد بغداد قرب المدائن وهي في غربي دجلة وهي تجاه الإيوان لأن الإيوان في شرقي دجلة وهي غريبة.
  2. حلوان: العراق هي في آخر حدود السواد مما يلي الجبال من بغداد، وقيل أنها سميت بحلوان بن عمران بن الحاف بن قضاعة كان بعض الملوك أقطعه اياها فسُمّيت به وهي مدينة عامرة ليس بأرض العراق بعد الكوفة والبصرة وواسط وبغداد وسرمن رأى أكبر منها وأكثر ثمارها التين وهي بقرب الجبل وليس للعراق مدينة بقرب الجبل غيرها. يسقط بها الثلج، أما أعلا جبلها فإنّ الثّلج يسقط به دائماً، وبها رمّان والتين في غاية الجودة وحواليها عدة عيون كبريتية ينتفع بها الناس.